# Paris-Roubaix Femmes 2025
La 5a edició de la Paris-Roubaix Femmes fou una cursa femenina de ciclisme de carretera que se celebrà el 12 d'abril de 2025 entre Denain i el velòdrom de Roubaix (França) sobre un recorregut de 148,5 quilòmetres, 29,2 dels quals de llambordes. La prova és un dels monuments del ciclisme i formava part del circuit UCI Women's World Tour 2025.
La francesa Pauline Ferrand-Prévot (Team Visma - Lease a Bike) es va imposar a la prova després de fer un atac a 25 quilòmetres de l'arribada que cap altra ciclista va poder seguir. La italiana Letizia Borghesi (EF Education-Oatly) també va atacar a falta de pocs quilòmetres i va arribar amb alguns segons d'avantatge al velòdrom de Roubaix, fet que li va permetre aconseguir la segona plaça. Finalment, la neerlandesa Lorena Wiebes (SD Worx-Protime) va ser la tercera tot imposant-se a Marianne Vos (Team Visma - Lease a Bike), Alison Jackson (EF Education-Oatly) i Maria Giulia Confalonieri (Uno-X Mobility) a l'esprint.

## Recorregut
El recorregut de la prova era idèntic al de l'edició precedent. Les participants sortien de Deinan i arribaven al velòdrom de Roubaix després de superar 29,2 quilòmetres sobre llambordes, repartits en 17 trams. D'aquesta manera, les ciclistes recorrien el mateix final que els seus homòlegs masculins, amb els trams icònics de màxima dificultat de Mons-en-Pévèle i el Carrefour de l'Arbre. En canvi, l'organització seguí sense incloure la Trouée d'Arenberg al recorregut, com sí que fa amb els homes.
| Sector | Quilòmetre | Indret                                    | Longitud  | Dificultat |
| ------ | ---------- | ----------------------------------------- | --------- | ---------- |
| 17     | 66         | Hornaing > Wandignies-Hamage              | 3700 m    | 04         |
| 16     | 73,5       | Warlaing > Brillon                        | 2400 m    | 03         |
| 15     | 76,9       | Tilloy-lez-Marchiennes > Sars-et-Rosières | 2400 m    | 04         |
| 14     | 83,3       | Beuvry-la-Forêt > Orchies                 | 1400 m    | 03         |
| 13     | 88,3       | Orchies                                   | 1700 m    | 03         |
| 12     | 94,4       | Auchy-lez-Orchies > Bersée                | 2700 m    | 04         |
| 11     | 99,9       | Mons-en-Pévèle                            | 3000 m    | 05         |
| 10     | 105,9      | Mérignies > Avelin                        | 700 m     | 02         |
| 9      | 109,3      | Pont-Thibaut > Ennevelin                  | 1400 m    | 03         |
| 8      | 114,7      | Templeuve - l'Épinette                    | 200 m     | 01         |
| 8      | 115,2      | Templeuve - le Moulin-de-Vertain          | 500 m     | 02         |
| 7      | 121,6      | Cysoing > Bourghelles                     | 1300 m    | 03         |
| 6      | 124,1      | Bourghelles > Wannehain                   | 1100 m    | 03         |
| 5      | 128,6      | Camphin-en-Pévèle                         | 1800 m    | 04         |
| 4      | 131,3      | Carrefour de l'Arbre                      | 2100 m    | 05         |
| 3      | 133,6      | Gruson                                    | 1100 m    | 02         |
| 2      | 140,3      | Willems > Hem                             | 1400 m    | 03         |
| 1      | 147,1      | Roubaix                                   | 300 m     | 01         |
| Total  | Total      | Total                                     | 29,200 km | 29,200 km  |

## Equips
| UCI Women's WorldTeams (14)- FDJ-Suez - Lidl-Trek - Movistar Team - Canyon//SRAM zondacrypto - AG Insurance-Soudal Team - Team Visma \| Lease a Bike - Team SD Worx-Protime - Ceratizit Pro Cycling Team - Fenix-Deceuninck - Human Powered Health - Liv AlUla Jayco - Team Picnic PostNL - UAE Team ADQ - Uno-X Mobility UCI Women's ProTeams (6)- 2025 Winspace Orange - Arkéa-B&B Hotels Women - Cofidis Women Team - EF Education-Oatly - St Michel-Preference Home-Auber93 - VolkerWessels Women's Pro Cycling Team UCI Women's continental teams (3)- DD Group Pro Cycling - 2025 Lotto L - Team Coop-Repsol |
| |

## Classificació

### Classificació general
| \| Classificació general \| Classificació general \| Classificació general \| Classificació general \| Classificació general \| \| Ciclista \| Ciclista \| Equip \| Temps \| \| \| --------------------- \| ------------------------- \| -------------------------- \| --------------------- \| --------------------- \| \| 1r \| Pauline Ferrand-Prévot \| Team Visma \\| Lease a Bike \| 3h 40' 07" \| \| \| 2n \| Letizia Borghesi \| EF Education-Oatly \| + 58" \| \| \| 3r \| Lorena Wiebes \| SD Worx-Protime \| + 1' 01" \| \| \| 4t \| Marianne Vos \| Team Visma \\| Lease a Bike \| + 1' 01" \| \| \| 5è \| Alison Jackson \| EF Education-Oatly \| + 1' 01" \| \| \| 6è \| Maria Giulia Confalonieri \| Uno-X Mobility \| + 1' 01" \| \| \| 7è \| Elise Chabbey \| FDJ-Suez \| + 1' 04" \| \| \| 8è \| Chloé Dygert \| Canyon//SRAM zondacrypto \| + 1' 06" \| \| \| 9è \| Elisa Balsamo \| Lidl-Trek \| + 1' 21" \| \| \| 10è \| Chiara Consonni \| Canyon//SRAM zondacrypto \| + 1' 21" \| \| |                           |                            |            |
| |                           |                            |            |
| Font: ProCyclingStats |                           |                            |            |
| Classificació general |                           |                            |            |
| Ciclista | Ciclista                  | Equip                      | Temps      |
| 1r | Pauline Ferrand-Prévot    | Team Visma \| Lease a Bike | 3h 40' 07" |
| 2n | Letizia Borghesi          | EF Education-Oatly         | + 58"      |
| 3r | Lorena Wiebes             | SD Worx-Protime            | + 1' 01"   |
| 4t | Marianne Vos              | Team Visma \| Lease a Bike | + 1' 01"   |
| 5è | Alison Jackson            | EF Education-Oatly         | + 1' 01"   |
| 6è | Maria Giulia Confalonieri | Uno-X Mobility             | + 1' 01"   |
| 7è | Elise Chabbey             | FDJ-Suez                   | + 1' 04"   |
| 8è | Chloé Dygert              | Canyon//SRAM zondacrypto   | + 1' 06"   |
| 9è | Elisa Balsamo             | Lidl-Trek                  | + 1' 21"   |
| 10è | Chiara Consonni           | Canyon//SRAM zondacrypto   | + 1' 21"   |

## Llista de les participants
| SD Worx-Protime SDW | SD Worx-Protime SDW        | SD Worx-Protime SDW |
| ------------------- | -------------------------- | ------------------- |
| Núm                 | Ciclista                   | Pos                 |
| 1                   | Lotte Kopecky (BEL) (ruta) | 12è                 |
| 2                   | Elena Cecchini (ITA)       | 35è                 |
| 3                   | Barbara Guarischi (ITA)    | 65è                 |
| 4                   | Marta Lach (POL)           | 25è                 |
| 5                   | Blanka Vas (HUN) (ruta)    | 53è                 |
| 6                   | Lorena Wiebes (NED) (ruta) | 3r                  |

| Lidl-Trek LTK | Lidl-Trek LTK         | Lidl-Trek LTK |
| ------------- | --------------------- | ------------- |
| Núm           | Ciclista              | Pos           |
| 11            | Elisa Balsamo (ITA)   | 9è            |
| 12            | Lucinda Brand (NED)   | 38è           |
| 13            | Lizzie Deignan (GBR)  | 55è           |
| 14            | Lauretta Hanson (AUS) | 34è           |
| 15            | Emma Norsgaard (DEN)  | 14è           |
| 16            | Ellen van Dijk (NED)  | 20è           |

| Team Picnic PostNL TPP | Team Picnic PostNL TPP       | Team Picnic PostNL TPP |
| ---------------------- | ---------------------------- | ---------------------- |
| Núm                    | Ciclista                     | Pos                    |
| 21                     | Pfeiffer Georgi (GBR) (ruta) | 13è                    |
| 22                     | Silje Bader (NED)            | FC                     |
| 23                     | Rachele Barbieri (ITA)       | FC                     |
| 24                     | Megan Jastrab (USA)          | 77è                    |
| 25                     | Franziska Koch (GER) (ruta)  | 42è                    |
| 26                     | Charlotte Kool (NED)         | 51è                    |

| Team Visma \| Lease a Bike TVL | Team Visma \| Lease a Bike TVL | Team Visma \| Lease a Bike TVL |
| ------------------------------ | ------------------------------ | ------------------------------ |
| Núm                            | Ciclista                       | Pos                            |
| 31                             | Marianne Vos (NED)             | 4t                             |
| 32                             | Pauline Ferrand-Prévot (FRA)   | 1r                             |
| 33                             | Linda Riedmann (GER)           | FC                             |
| 34                             | Margaux Vigie (FRA)            | 68è                            |
| 35                             | Sophie von Berswordt (NED)     | 17è                            |
| 36                             | Imogen Wolff (GBR)             | 24è                            |

| FDJ-Suez TFS | FDJ-Suez TFS            | FDJ-Suez TFS |
| ------------ | ----------------------- | ------------ |
| Núm          | Ciclista                | Pos          |
| 41           | Elise Chabbey (SUI)     | 7è           |
| 42           | Eugénie Duval (FRA)     | 87è          |
| 43           | Vittoria Guazzini (ITA) | 36è          |
| 44           | Amber Kraak (NED)       | 32è          |
| 45           | Marie Le Net (FRA)      | 37è          |
| 46           | Jade Wiel (FRA)         | 19è          |

| Cofidis COF | Cofidis COF               | Cofidis COF |
| ----------- | ------------------------- | ----------- |
| Núm         | Ciclista                  | Pos         |
| 51          | Martina Alzini (ITA)      | 95è         |
| 52          | Marion Borras (FRA)       | 62è         |
| 53          | Eugenia Bujak (SLO)       | DNF         |
| 54          | Amalie Dideriksen (DEN)   | 49è         |
| 55          | Valentine Fortin (FRA)    | DNF         |
| 56          | Kirstie van Haaften (NED) | FC          |

| AG Insurance-Soudal Team AGS | AG Insurance-Soudal Team AGS | AG Insurance-Soudal Team AGS |
| ---------------------------- | ---------------------------- | ---------------------------- |
| Núm                          | Ciclista                     | Pos                          |
| 61                           | Fauve Bastiaenssen (BEL)     | 88è                          |
| 62                           | Julia Borgström (SWE)        | 89è                          |
| 63                           | Marthe Goossens (BEL)        | 84è                          |
| 64                           | Ilse Pluimers (NED)          | 85è                          |
| 65                           | Nicole Steigenga (NED)       | 86è                          |
| 66                           | Gladys Verhulst (FRA)        | DNF                          |

| Canyon//SRAM zondacrypto CSZ | Canyon//SRAM zondacrypto CSZ | Canyon//SRAM zondacrypto CSZ |
| ---------------------------- | ---------------------------- | ---------------------------- |
| Núm                          | Ciclista                     | Pos                          |
| 71                           | Zoe Bäckstedt (GBR)          | 15è                          |
| 72                           | Chiara Consonni (ITA)        | 10è                          |
| 73                           | Chloé Dygert (USA)           | 8è                           |
| 74                           | Rosa Klöser (GER)            | 31è                          |
| 75                           | Anastassia Kalessava (BLR)   | 29è                          |
| 76                           | Maria Martins (POR)          | FC                           |

| EF Education-Oatly EFC | EF Education-Oatly EFC     | EF Education-Oatly EFC |
| ---------------------- | -------------------------- | ---------------------- |
| Núm                    | Ciclista                   | Pos                    |
| 81                     | Alison Jackson (CAN)       | 5è                     |
| 82                     | Nina Berton (LUX)          | 45è                    |
| 83                     | Letizia Borghesi (ITA)     | 2n                     |
| 84                     | Sarah Roy (AUS)            | 27è                    |
| 85                     | Babette van der Wolf (NED) | FC                     |
| 86                     | Alexandra Volstad (CAN)    | FC                     |

| Fenix-Deceuninck FDC | Fenix-Deceuninck FDC          | Fenix-Deceuninck FDC |
| -------------------- | ----------------------------- | -------------------- |
| Núm                  | Ciclista                      | Pos                  |
| 91                   | Christina Schweinberger (AUT) | 28è                  |
| 92                   | Millie Couzens (GBR)          | 26è                  |
| 93                   | Julie De Wilde (BEL)          | DNF                  |
| 94                   | Flora Perkins (GBR)           | 40è                  |
| 95                   | Carina Schrempf (AUT)         | 48è                  |
| 96                   | Marthe Truyen (BEL)           | 46è                  |

| Movistar Team MOV | Movistar Team MOV         | Movistar Team MOV |
| ----------------- | ------------------------- | ----------------- |
| Núm               | Ciclista                  | Pos               |
| 101               | Cat Ferguson (GBR)        | DNF               |
| 102               | Olivia Baril (CAN) (ruta) | 82è               |
| 103               | Jelena Erić (SRB) (ruta)  | 11è               |
| 104               | Carys Lloyd (GBR)         | FC                |
| 105               | Floortje Mackaij (NED)    | 47è               |
| 106               | Lucia Ruiz Pérez (ESP)    | 83è               |

| Liv AlUla Jayco LIV | Liv AlUla Jayco LIV       | Liv AlUla Jayco LIV |
| ------------------- | ------------------------- | ------------------- |
| Núm                 | Ciclista                  | Pos                 |
| 111                 | Quinty Ton (NED)          | 43è                 |
| 112                 | Georgia Baker (AUS)       | FC                  |
| 113                 | Jeanne Korevaar (NED)     | 21è                 |
| 114                 | Amber Pate (AUS)          | 50è                 |
| 115                 | Josie Talbot (AUS)        | FC                  |
| 116                 | Amber van der Hulst (NED) | FC                  |

| Ceratizit Pro Cycling Team CTC | Ceratizit Pro Cycling Team CTC | Ceratizit Pro Cycling Team CTC |
| ------------------------------ | ------------------------------ | ------------------------------ |
| Núm                            | Ciclista                       | Pos                            |
| 121                            | Mylene de Zoete (NED)          | 41è                            |
| 122                            | Kristýna Burlová (CZE)         | 75è                            |
| 123                            | Daniek Hengeveld (NED)         | 61è                            |
| 124                            | Marta Jaskulska (POL)          | DNF                            |
| 125                            | Petra Zsanko (HUN)             | 96è                            |

| Uno-X Mobility UXM | Uno-X Mobility UXM              | Uno-X Mobility UXM |
| ------------------ | ------------------------------- | ------------------ |
| Núm                | Ciclista                        | Pos                |
| 131                | Teuntje Beekhuis (NED)          | 30è                |
| 132                | Anniina Ahtosalo (FIN) (ruta)   | 76è                |
| 133                | Susanne Andersen (NOR)          | 93è                |
| 134                | Maria Giulia Confalonieri (ITA) | 6è                 |
| 135                | Marte Berg Edseth (NOR)         | DNF                |
| 136                | Alberte Greve (DEN)             | FC                 |

| UAE Team ADQ UAD | UAE Team ADQ UAD        | UAE Team ADQ UAD |
| ---------------- | ----------------------- | ---------------- |
| Núm              | Ciclista                | Pos              |
| 141              | Elynor Bäckstedt (GBR)  | 33è              |
| 142              | Sofia Bertizzolo (ITA)  | DNF              |
| 143              | Iara Gillespie (IRL)    | 18è              |
| 144              | Elizabeth Holden (GBR)  | 66è              |
| 145              | Tereza Neumanová (CZE)  | 64è              |
| 146              | Sofie van Rooijen (NED) | NP               |

| VolkerWessels VWT | VolkerWessels VWT       | VolkerWessels VWT |
| ----------------- | ----------------------- | ----------------- |
| Núm               | Ciclista                | Pos               |
| 151               | Maud Rijnbeek (NED)     | 52è               |
| 152               | Femke Beuling (NED)     | 81è               |
| 153               | Valerie Demey (BEL)     | FC                |
| 154               | Scarlett Souren (NED)   | 94è               |
| 155               | Uneken Lonneke (NED)    | 44è               |
| 156               | Lisa Van Helvoirt (NED) | DNF               |

| Arkéa-B&B Hotels Women ARK | Arkéa-B&B Hotels Women ARK    | Arkéa-B&B Hotels Women ARK |
| -------------------------- | ----------------------------- | -------------------------- |
| Núm                        | Ciclista                      | Pos                        |
| 161                        | Amandine Fouquenet (FRA)      | 80è                        |
| 162                        | Maaike Coljé (NED)            | FC                         |
| 163                        | Danielle De Francesco (AUS)   | 60è                        |
| 164                        | Emilia Fahlin (SWE)           | 59è                        |
| 165                        | Maurène Trégouët (FRA)        | 67è                        |
| 166                        | Marjolein van 't Geloof (NED) | 23è                        |

| St Michel-Preference Home-Auber 93 AUB | St Michel-Preference Home-Auber 93 AUB | St Michel-Preference Home-Auber 93 AUB |
| -------------------------------------- | -------------------------------------- | -------------------------------------- |
| Núm                                    | Ciclista                               | Pos                                    |
| 171                                    | Lucie Fityus (AUS)                     | 57è                                    |
| 172                                    | Alison Avoine (FRA)                    | DNF                                    |
| 173                                    | Clémence Chéreau (FRA)                 | DNF                                    |
| 174                                    | Alicia González Blanco (ESP)           | 91è                                    |
| 175                                    | Coline Raby (FRA)                      | FC                                     |
| 176                                    | Elyne Roussel (FRA)                    | 63è                                    |

| Human Powered Health HPH | Human Powered Health HPH    | Human Powered Health HPH |
| ------------------------ | --------------------------- | ------------------------ |
| Núm                      | Ciclista                    | Pos                      |
| 181                      | Lily Williams (USA)         | 56è                      |
| 182                      | Giada Borghesi (ITA)        | 39è                      |
| 183                      | Maggie Coles-Lyster (CAN)   | FC                       |
| 184                      | Romy Kasper (GER)           | 16è                      |
| 185                      | Katia Ragusa (ITA)          | 58è                      |
| 186                      | Kathrin Schweinberger (AUT) | 74è                      |

| Team Coop-Repsol HPU | Team Coop-Repsol HPU              | Team Coop-Repsol HPU |
| -------------------- | --------------------------------- | -------------------- |
| Núm                  | Ciclista                          | Pos                  |
| 191                  | Camilla Ranes Bye (NOR)           | 79è                  |
| 192                  | Sigrid Ytterhus Haugset (NOR)     | 71è                  |
| 193                  | Laura Lizette Sander (EST) (ruta) | FC                   |
| 194                  | April Tacey (GBR)                 | FC                   |
| 195                  | Aidi Gerde Tuisk (EST)            | FC                   |
| 196                  | Eline Van Rooijen (NED)           | 54è                  |

| Winspace Orange Seal WOS | Winspace Orange Seal WOS      | Winspace Orange Seal WOS |
| ------------------------ | ----------------------------- | ------------------------ |
| Núm                      | Ciclista                      | Pos                      |
| 201                      | Aurela Nerlo (POL)            | 70è                      |
| 202                      | Camille Fahy (FRA)            | FC                       |
| 203                      | Marie Morgane le Deunff (FRA) | 92è                      |
| 204                      | Fiona Mangan (IRL) (ruta)     | FC                       |
| 205                      | Florence Normand (CAN)        | FC                       |
| 206                      | Constance Valentin (FRA)      | 69è                      |

| Lotto Ladies LOL | Lotto Ladies LOL         | Lotto Ladies LOL |
| ---------------- | ------------------------ | ---------------- |
| Núm              | Ciclista                 | Pos              |
| 211              | Mieke Docx (BEL)         | FC               |
| 212              | Julie Hendrickx (BEL)    | NP               |
| 213              | Ilken Seynave (BEL)      | FC               |
| 214              | Lin Lea Teutenberg (GER) | 73è              |
| 215              | Anna van Wersch (NED)    | FC               |
| 216              | Sterre Vervloet (BEL)    | 72è              |

| DD Group Pro Cycling DDG | DD Group Pro Cycling DDG   | DD Group Pro Cycling DDG |
| ------------------------ | -------------------------- | ------------------------ |
| Núm                      | Ciclista                   | Pos                      |
| 221                      | Vera Tieleman (NED)        | 22è                      |
| 222                      | Britt de Grave (NED)       | FC                       |
| 223                      | Chloé Desmet (BEL)         | 90è                      |
| 224                      | Julie Stockman (BEL)       | FC                       |
| 225                      | Yonna Van Dam (NED)        | 78è                      |
| 226                      | Jony van den Eijnden (NED) | FC                       |

| SD Worx-Protime SDW | SD Worx-Protime SDW        | SD Worx-Protime SDW |
| ------------------- | -------------------------- | ------------------- |
| Núm                 | Ciclista                   | Pos                 |
| 1                   | Lotte Kopecky (BEL) (ruta) | 12è                 |
| 2                   | Elena Cecchini (ITA)       | 35è                 |
| 3                   | Barbara Guarischi (ITA)    | 65è                 |
| 4                   | Marta Lach (POL)           | 25è                 |
| 5                   | Blanka Vas (HUN) (ruta)    | 53è                 |
| 6                   | Lorena Wiebes (NED) (ruta) | 3r                  |

| Lidl-Trek LTK | Lidl-Trek LTK         | Lidl-Trek LTK |
| ------------- | --------------------- | ------------- |
| Núm           | Ciclista              | Pos           |
| 11            | Elisa Balsamo (ITA)   | 9è            |
| 12            | Lucinda Brand (NED)   | 38è           |
| 13            | Lizzie Deignan (GBR)  | 55è           |
| 14            | Lauretta Hanson (AUS) | 34è           |
| 15            | Emma Norsgaard (DEN)  | 14è           |
| 16            | Ellen van Dijk (NED)  | 20è           |

| Team Picnic PostNL TPP | Team Picnic PostNL TPP       | Team Picnic PostNL TPP |
| ---------------------- | ---------------------------- | ---------------------- |
| Núm                    | Ciclista                     | Pos                    |
| 21                     | Pfeiffer Georgi (GBR) (ruta) | 13è                    |
| 22                     | Silje Bader (NED)            | FC                     |
| 23                     | Rachele Barbieri (ITA)       | FC                     |
| 24                     | Megan Jastrab (USA)          | 77è                    |
| 25                     | Franziska Koch (GER) (ruta)  | 42è                    |
| 26                     | Charlotte Kool (NED)         | 51è                    |

| Team Visma \| Lease a Bike TVL | Team Visma \| Lease a Bike TVL | Team Visma \| Lease a Bike TVL |
| ------------------------------ | ------------------------------ | ------------------------------ |
| Núm                            | Ciclista                       | Pos                            |
| 31                             | Marianne Vos (NED)             | 4t                             |
| 32                             | Pauline Ferrand-Prévot (FRA)   | 1r                             |
| 33                             | Linda Riedmann (GER)           | FC                             |
| 34                             | Margaux Vigie (FRA)            | 68è                            |
| 35                             | Sophie von Berswordt (NED)     | 17è                            |
| 36                             | Imogen Wolff (GBR)             | 24è                            |

| FDJ-Suez TFS | FDJ-Suez TFS            | FDJ-Suez TFS |
| ------------ | ----------------------- | ------------ |
| Núm          | Ciclista                | Pos          |
| 41           | Elise Chabbey (SUI)     | 7è           |
| 42           | Eugénie Duval (FRA)     | 87è          |
| 43           | Vittoria Guazzini (ITA) | 36è          |
| 44           | Amber Kraak (NED)       | 32è          |
| 45           | Marie Le Net (FRA)      | 37è          |
| 46           | Jade Wiel (FRA)         | 19è          |

| Cofidis COF | Cofidis COF               | Cofidis COF |
| ----------- | ------------------------- | ----------- |
| Núm         | Ciclista                  | Pos         |
| 51          | Martina Alzini (ITA)      | 95è         |
| 52          | Marion Borras (FRA)       | 62è         |
| 53          | Eugenia Bujak (SLO)       | DNF         |
| 54          | Amalie Dideriksen (DEN)   | 49è         |
| 55          | Valentine Fortin (FRA)    | DNF         |
| 56          | Kirstie van Haaften (NED) | FC          |

| AG Insurance-Soudal Team AGS | AG Insurance-Soudal Team AGS | AG Insurance-Soudal Team AGS |
| ---------------------------- | ---------------------------- | ---------------------------- |
| Núm                          | Ciclista                     | Pos                          |
| 61                           | Fauve Bastiaenssen (BEL)     | 88è                          |
| 62                           | Julia Borgström (SWE)        | 89è                          |
| 63                           | Marthe Goossens (BEL)        | 84è                          |
| 64                           | Ilse Pluimers (NED)          | 85è                          |
| 65                           | Nicole Steigenga (NED)       | 86è                          |
| 66                           | Gladys Verhulst (FRA)        | DNF                          |

| Canyon//SRAM zondacrypto CSZ | Canyon//SRAM zondacrypto CSZ | Canyon//SRAM zondacrypto CSZ |
| ---------------------------- | ---------------------------- | ---------------------------- |
| Núm                          | Ciclista                     | Pos                          |
| 71                           | Zoe Bäckstedt (GBR)          | 15è                          |
| 72                           | Chiara Consonni (ITA)        | 10è                          |
| 73                           | Chloé Dygert (USA)           | 8è                           |
| 74                           | Rosa Klöser (GER)            | 31è                          |
| 75                           | Anastassia Kalessava (BLR)   | 29è                          |
| 76                           | Maria Martins (POR)          | FC                           |

| EF Education-Oatly EFC | EF Education-Oatly EFC     | EF Education-Oatly EFC |
| ---------------------- | -------------------------- | ---------------------- |
| Núm                    | Ciclista                   | Pos                    |
| 81                     | Alison Jackson (CAN)       | 5è                     |
| 82                     | Nina Berton (LUX)          | 45è                    |
| 83                     | Letizia Borghesi (ITA)     | 2n                     |
| 84                     | Sarah Roy (AUS)            | 27è                    |
| 85                     | Babette van der Wolf (NED) | FC                     |
| 86                     | Alexandra Volstad (CAN)    | FC                     |

| Fenix-Deceuninck FDC | Fenix-Deceuninck FDC          | Fenix-Deceuninck FDC |
| -------------------- | ----------------------------- | -------------------- |
| Núm                  | Ciclista                      | Pos                  |
| 91                   | Christina Schweinberger (AUT) | 28è                  |
| 92                   | Millie Couzens (GBR)          | 26è                  |
| 93                   | Julie De Wilde (BEL)          | DNF                  |
| 94                   | Flora Perkins (GBR)           | 40è                  |
| 95                   | Carina Schrempf (AUT)         | 48è                  |
| 96                   | Marthe Truyen (BEL)           | 46è                  |

| Movistar Team MOV | Movistar Team MOV         | Movistar Team MOV |
| ----------------- | ------------------------- | ----------------- |
| Núm               | Ciclista                  | Pos               |
| 101               | Cat Ferguson (GBR)        | DNF               |
| 102               | Olivia Baril (CAN) (ruta) | 82è               |
| 103               | Jelena Erić (SRB) (ruta)  | 11è               |
| 104               | Carys Lloyd (GBR)         | FC                |
| 105               | Floortje Mackaij (NED)    | 47è               |
| 106               | Lucia Ruiz Pérez (ESP)    | 83è               |

| Liv AlUla Jayco LIV | Liv AlUla Jayco LIV       | Liv AlUla Jayco LIV |
| ------------------- | ------------------------- | ------------------- |
| Núm                 | Ciclista                  | Pos                 |
| 111                 | Quinty Ton (NED)          | 43è                 |
| 112                 | Georgia Baker (AUS)       | FC                  |
| 113                 | Jeanne Korevaar (NED)     | 21è                 |
| 114                 | Amber Pate (AUS)          | 50è                 |
| 115                 | Josie Talbot (AUS)        | FC                  |
| 116                 | Amber van der Hulst (NED) | FC                  |

| Ceratizit Pro Cycling Team CTC | Ceratizit Pro Cycling Team CTC | Ceratizit Pro Cycling Team CTC |
| ------------------------------ | ------------------------------ | ------------------------------ |
| Núm                            | Ciclista                       | Pos                            |
| 121                            | Mylene de Zoete (NED)          | 41è                            |
| 122                            | Kristýna Burlová (CZE)         | 75è                            |
| 123                            | Daniek Hengeveld (NED)         | 61è                            |
| 124                            | Marta Jaskulska (POL)          | DNF                            |
| 125                            | Petra Zsanko (HUN)             | 96è                            |

| Uno-X Mobility UXM | Uno-X Mobility UXM              | Uno-X Mobility UXM |
| ------------------ | ------------------------------- | ------------------ |
| Núm                | Ciclista                        | Pos                |
| 131                | Teuntje Beekhuis (NED)          | 30è                |
| 132                | Anniina Ahtosalo (FIN) (ruta)   | 76è                |
| 133                | Susanne Andersen (NOR)          | 93è                |
| 134                | Maria Giulia Confalonieri (ITA) | 6è                 |
| 135                | Marte Berg Edseth (NOR)         | DNF                |
| 136                | Alberte Greve (DEN)             | FC                 |

| UAE Team ADQ UAD | UAE Team ADQ UAD        | UAE Team ADQ UAD |
| ---------------- | ----------------------- | ---------------- |
| Núm              | Ciclista                | Pos              |
| 141              | Elynor Bäckstedt (GBR)  | 33è              |
| 142              | Sofia Bertizzolo (ITA)  | DNF              |
| 143              | Iara Gillespie (IRL)    | 18è              |
| 144              | Elizabeth Holden (GBR)  | 66è              |
| 145              | Tereza Neumanová (CZE)  | 64è              |
| 146              | Sofie van Rooijen (NED) | NP               |

| VolkerWessels VWT | VolkerWessels VWT       | VolkerWessels VWT |
| ----------------- | ----------------------- | ----------------- |
| Núm               | Ciclista                | Pos               |
| 151               | Maud Rijnbeek (NED)     | 52è               |
| 152               | Femke Beuling (NED)     | 81è               |
| 153               | Valerie Demey (BEL)     | FC                |
| 154               | Scarlett Souren (NED)   | 94è               |
| 155               | Uneken Lonneke (NED)    | 44è               |
| 156               | Lisa Van Helvoirt (NED) | DNF               |

| Arkéa-B&B Hotels Women ARK | Arkéa-B&B Hotels Women ARK    | Arkéa-B&B Hotels Women ARK |
| -------------------------- | ----------------------------- | -------------------------- |
| Núm                        | Ciclista                      | Pos                        |
| 161                        | Amandine Fouquenet (FRA)      | 80è                        |
| 162                        | Maaike Coljé (NED)            | FC                         |
| 163                        | Danielle De Francesco (AUS)   | 60è                        |
| 164                        | Emilia Fahlin (SWE)           | 59è                        |
| 165                        | Maurène Trégouët (FRA)        | 67è                        |
| 166                        | Marjolein van 't Geloof (NED) | 23è                        |

| St Michel-Preference Home-Auber 93 AUB | St Michel-Preference Home-Auber 93 AUB | St Michel-Preference Home-Auber 93 AUB |
| -------------------------------------- | -------------------------------------- | -------------------------------------- |
| Núm                                    | Ciclista                               | Pos                                    |
| 171                                    | Lucie Fityus (AUS)                     | 57è                                    |
| 172                                    | Alison Avoine (FRA)                    | DNF                                    |
| 173                                    | Clémence Chéreau (FRA)                 | DNF                                    |
| 174                                    | Alicia González Blanco (ESP)           | 91è                                    |
| 175                                    | Coline Raby (FRA)                      | FC                                     |
| 176                                    | Elyne Roussel (FRA)                    | 63è                                    |

| Human Powered Health HPH | Human Powered Health HPH    | Human Powered Health HPH |
| ------------------------ | --------------------------- | ------------------------ |
| Núm                      | Ciclista                    | Pos                      |
| 181                      | Lily Williams (USA)         | 56è                      |
| 182                      | Giada Borghesi (ITA)        | 39è                      |
| 183                      | Maggie Coles-Lyster (CAN)   | FC                       |
| 184                      | Romy Kasper (GER)           | 16è                      |
| 185                      | Katia Ragusa (ITA)          | 58è                      |
| 186                      | Kathrin Schweinberger (AUT) | 74è                      |

| Team Coop-Repsol HPU | Team Coop-Repsol HPU              | Team Coop-Repsol HPU |
| -------------------- | --------------------------------- | -------------------- |
| Núm                  | Ciclista                          | Pos                  |
| 191                  | Camilla Ranes Bye (NOR)           | 79è                  |
| 192                  | Sigrid Ytterhus Haugset (NOR)     | 71è                  |
| 193                  | Laura Lizette Sander (EST) (ruta) | FC                   |
| 194                  | April Tacey (GBR)                 | FC                   |
| 195                  | Aidi Gerde Tuisk (EST)            | FC                   |
| 196                  | Eline Van Rooijen (NED)           | 54è                  |

| Winspace Orange Seal WOS | Winspace Orange Seal WOS      | Winspace Orange Seal WOS |
| ------------------------ | ----------------------------- | ------------------------ |
| Núm                      | Ciclista                      | Pos                      |
| 201                      | Aurela Nerlo (POL)            | 70è                      |
| 202                      | Camille Fahy (FRA)            | FC                       |
| 203                      | Marie Morgane le Deunff (FRA) | 92è                      |
| 204                      | Fiona Mangan (IRL) (ruta)     | FC                       |
| 205                      | Florence Normand (CAN)        | FC                       |
| 206                      | Constance Valentin (FRA)      | 69è                      |

| Lotto Ladies LOL | Lotto Ladies LOL         | Lotto Ladies LOL |
| ---------------- | ------------------------ | ---------------- |
| Núm              | Ciclista                 | Pos              |
| 211              | Mieke Docx (BEL)         | FC               |
| 212              | Julie Hendrickx (BEL)    | NP               |
| 213              | Ilken Seynave (BEL)      | FC               |
| 214              | Lin Lea Teutenberg (GER) | 73è              |
| 215              | Anna van Wersch (NED)    | FC               |
| 216              | Sterre Vervloet (BEL)    | 72è              |

| DD Group Pro Cycling DDG | DD Group Pro Cycling DDG   | DD Group Pro Cycling DDG |
| ------------------------ | -------------------------- | ------------------------ |
| Núm                      | Ciclista                   | Pos                      |
| 221                      | Vera Tieleman (NED)        | 22è                      |
| 222                      | Britt de Grave (NED)       | FC                       |
| 223                      | Chloé Desmet (BEL)         | 90è                      |
| 224                      | Julie Stockman (BEL)       | FC                       |
| 225                      | Yonna Van Dam (NED)        | 78è                      |
| 226                      | Jony van den Eijnden (NED) | FC                       |